# Demetrio Ribes y Marco
Demetrio Ribes y Marco (* 22. Dezember 1875 in Valencia; † 3. November 1921 ebenda) war ein spanischer Architekt und Baumeister. 

## Leben
Er begann seine Ausbildung in Valencia, danach studierte er in Barcelona mathematische Physik. Hier verfasste er 1902 seine Doktorarbeit „Determinación del elástico de un cuerpo en equilibrio“ (deutsch: Bestimmung der elastischen Körper im Gleichgewicht, Stahlbeton im industriellen Einsatz). Danach studierte Ribes in Madrid Architektur.
Ribes Interesse galt den Arbeiten des bekannten österreichischen Architekten Otto Wagner. Seine Arbeiten sind durch die stilistischen Trends der damaligen Zeit geprägt, wie dem Eklektizismus, der Moderne und dem Rationalismus. Sein Baustil stellt in erster Linie den industriellen Einsatz unter Verwendung von damals noch recht neuem Stahlbeton dar. In den Jahren 1903 bis 1921 war er hauptsächlich bei dem Unternehmen Compañía de los Caminos de Hierro del Norte de España (kurz: CCHNE) als Baumeister und Architekt tätig. Demetrio Ribes errichtete überwiegend Fabrikgebäude, Lagerhallen, Bürogebäude und Bahnhöfe für die spanische Eisenbahngesellschaft. Neben der Eisenbahn-Aktivität arbeitete er als Berater für andere Vertragspartner wie dem Columbus Markt Francisco Mora, der Stadtverwaltung Valenzia und errichtete auch private Gebäude. 1916 gründete er mit dem Ingenieur Joaquin Coloma seine eigene Baufirma Coloma-Ribes Constructions, die das erste spezialisierte Stahlbetonbauunternehmen in Valencia war. 
Der vielfältig tätige Architekt, der im 46. Altersjahr verstarb, hinterließ ein großes kulturelle Erbe in Spanien, besonders in der Autonomen Gemeinschaft von Valencia.

## Werke

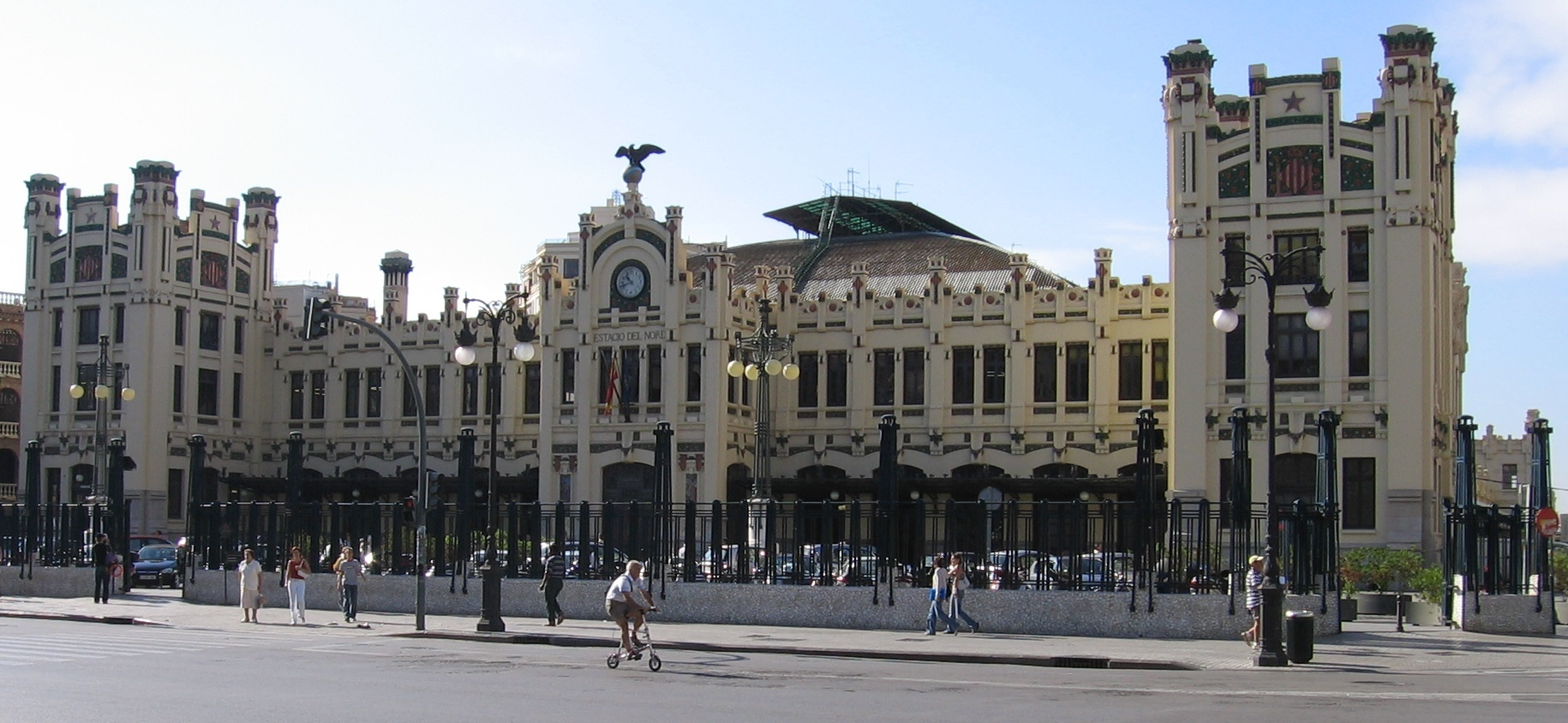
Bahnhof Valencia Norte

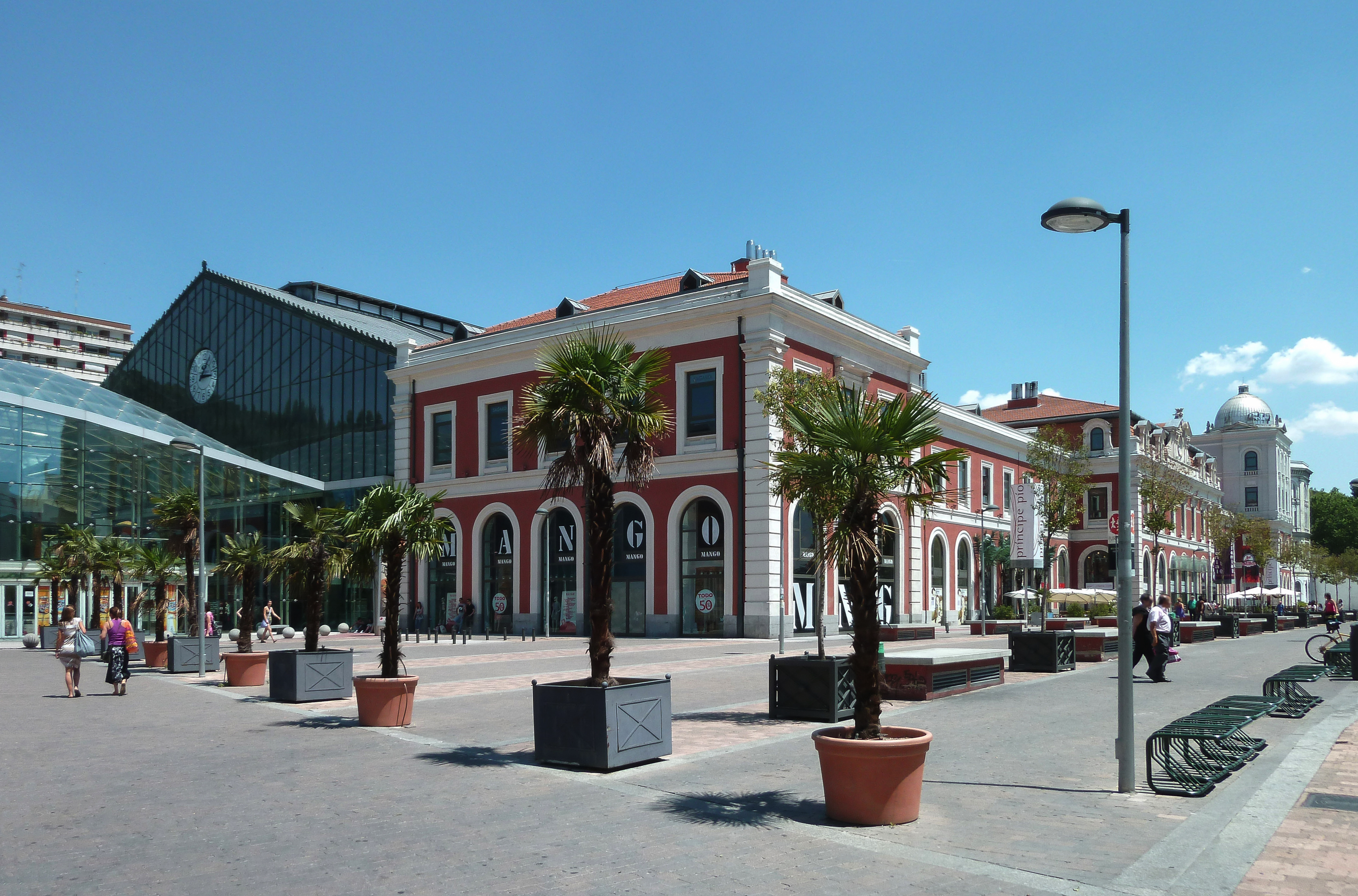
Estación del Norte de Príncipe Pío in Madrid

Zu den modernistischen Arbeiten Demetrio Ribes, die die Wiener Variante des Jugendstils von Otto Wagner beeinflusst darstellen zählen die Bauwerke (Auszug):
- Estación del Norte de Príncipe Pío, Madrid
- Estación del Norte, Barcelona
- Bahnhof Valencia Norte, dieser 1917 eröffnete Bahnhof ist auch eines der bedeutendsten Monumente der Stadt Valencia.
- Postgebäude Castellón, Castellón de la Plana
- Instituto de la marquesa de San Joaquín, Valencia
- Instituto de Bachillerato San Vicente Ferrer
- Casa Lázaro, Alicante